# Путаміц Східний
Путамі́ц Схі́дний — річка на Південному березі Криму. Довжина річки становить 7,6 км, площа басейну — 14,5 км.

## Географія
Річка Путаміц Східний починається на південних схилах Бабуган-яйли. Путаміц Східний впадає в Чорне море на території Міжнародного дитячого центру «Артек».
Біля скелі Червоний камінь, за 1,6 км від гирла, в річку Путаміц Східний з правого боку впадає невелика річка Путаміц Західний, завдовжки 4,2 км і з площею водозбору 1,8 км².

## Цікаві факти
Особливість річки — велике число невисоких порогів, які створюють шумовий ефект справжніх водоспадів.